# Jezik (anatomija)
Jezik (kao dio probavnog sustava) mišić je koji se nalazi na dnu usne šupljine a služi za prevrtanje hrane (dok je zubi žvaču), gutanje, okus i govor. Jezik ima svoj prednji i stražnji dio. Prednji je ovaj slobodni koji nam služi za govor, okretanje hrane, sisanje... Stražnji dio zovemo korijenom jezika. Ako dodirujemo ovaj prednji dio jezika, nema nikakvih posljedica, ali ako dotaknemo stražnji, refleksno dobijemo nagon za povraćanje. Takva pojava uzrokovana je inervacijskim područjima jezika.

## Funkcija jezika
Jezik je također glavni organ za okus, pa je velik dio površine jezika prekriven okusnim bradavicama. Još jedna funkcija jezika jest da pomaže u formiranju govora.
To je prije svega organ izuzetno složene građe. Naime, organ koji ima svoje dvije stane, gornju (poznatiju pod nazivom hrbat, ili anatomski dorsum linguae), i donju stranu (anat. facies inferior linguae). Ispod donje strane jezika nalazi se caruncula sublingualis, tj.izvodni otvor podjezične i podčeljusne žlijezde (gll.sublinualis et submandibularis). Na dorsumu jezika nalaze se okusne bradavice (anat. papillae) koje su zadužene za prijenos osjeta okusa. 
Spomenuto je da postoje 4 vrste jezičnih papila, a to su : nitaste, gljivičaste, okružene i listaste (anat. papillae filiformes, fungiformes, vallatae et foliate). Prve, filiformne papile jedine od ove 4 vrste papila nemaju okusne bradavice. To je najmanja, ali najbrojnija vrsta papila. Za okus su najvažnije okružene papile kojih ima oko osam, po četiri sa svake strane središnje lingvalne crte (sulcus medianus linguae).
Suprotno uvriježenom mitu, nema određenih područja jezika osjetljivih za određene okuse, već je cijela površina jezika pokrivena okusnim bradavicama osjetljiva za svih pet osnovnih okusa: slatko, slano, kiselo, gorko, te umami (izraz japanskog porijekla koji označava intenzivan okus kakvog daje natrijev glutaminat).

## Jezični mišići
Jezik je mišićni organ. U mišićnoj organizaciji se nalazi zapravo sva njegova složenost. Jezik ima osam mišića, od toga četiri vanjska i četiri unutarnja. Pri tome su vanjski mišići oni koji svoje polazište imaju izvan samog organa jezika, a unutrašnji i polaze i završavaju u samom jeziku.

### Vanjski mišići
1. Musculus genioglossus ima funkciju protruzije jezika prema van
2. Musculus hyoglossus ima funkciju retruzije jezika prema unutra
3. Musculus styloglossus ima funkciju dizanja stražnjeg dijela jezika
4. Musculus palatoglossus podiže čitav jezik i spušta nepce stežući ždrijelni otvor (isthmus faucium)

### Unutarnji mišići
1. Musculus longitudinalis superior ima funkciju povlačenja vrha jezika prema unutra, tako da jezik postane konkavan prema gore, poza jezika u obliku slova U
2. Musculus longitudinalis inferior ima funkciju obratnu od poze U, tj. od jezika stvara oblik naopakog slova U
3. Musculus transversus linguae ima funkciju da se kontrahira i jezik učini visokim
4. Musculus verticalis linguae

## Inervacija jezika
Jezik u pogledu inervacije nije jednoznačan organ. Inerviran je u tri inervacijska područja trima različitim živcima.
- Motorična inervacija (za sve mišiće osim palatoglossusa)
- Enzibilna inervacija
- Senzorička inervacija